# Білл Оуенс
Вільям Ф. «Білл» Оуенс (англ. William F. «Bill» Owens; нар. 22 жовтня 1950, Форт-Верт, Техас) — американський політик. 40-й губернатор штату Колорадо (з 1999 по 2007). Член Республіканської партії.

## Життєпис
Отримав ступінь магістра в галузі державного управління у Школі Ліндона Джонсона зі зв'язків з громадськістю в Університеті Техасу.
Протягом 20 років працював у сфері консалтингу.
З 1982 року Оуенс бере активну участь у політиці, в тому числі як член Палати представників Колорадо з 1982 по 1988, а потім як член Сенату штату з 1988 по 1994 рік.
У 1994 році був обраний Державним скарбником Колорадо.
Одружений, має трьох дітей.